# Doda de Metz
Dode, en latín Doda, es la esposa de San Arnulfo, obispo de Metz del 614 al 629. Es antepasada de la dinastía Carolingia y por ende de muchos monarcas europeos actuales. Es considerada santa por las iglesias católica y ortodoxa.

## Biografía
La primera Vita Arnulfi, compuesta a mediados del  siglo VII, no la nombra, simplemente la describe como «una joven muy noble». No fue hasta el siglo X que Ummo, autor de  la segunda Vita Arnulfi, la nombró Doda. En el siglo XI, la Vita Clodulfi retomó el nombre de Doda y especificó que "no era de un linaje menos noble ni menos famoso" que su esposo. Fue probablemente hija de Arnaldo de Metz, se casó con Arnulfo y tuvieron a:
- Clodulfo (m. 697), obispo de Metz de 657 a 697 y santo de la iglesia católica.
- Ansegisel (m. antes de 679), doméstico (Este término se utilizaba antiguamente para los individuos afectos a una gran casa, incluso cuando eran nobles y su oficio era importante), padre de Pipino de Heristal.

En 614, Arnulfo fue elegido obispo de Metz y como un obispo no podía tener esposa, se separaron y  Doda se retiró a un convento en Tréveris donde vivió el resto de su vida.

## Estudio de fuentes
Muchos historiadores, entre ellos Eduardo Hlawitschka, han rechazado las informaciones aportadas por Ummo y la Vita Clodulfi, creyendo que éstas derivan de una confusión con Santa Oda, madre de San Arnulfo, añadiendo además que estas informaciones habían sido añadidas siglos después de los hechos.
Pero cuando Ummo escribió su Vita, la genealogía comúnmente aceptada de San Arnulfo se conocía a través de la Commemoratio genealogia domni Arnulfi episcopi et faithoris Christi, un texto que lo convertía en hijo de Arnoaldo y menciona a una Doda entre sus tías abuelas. Este hecho sugiere que la esposa de Arnulfo era pariente cercana. En una época en que la Iglesia estaba muy preocupada por los impedimentos de consanguinidad para el matrimonio, esto podría haber dañado la reputación del santo. Por lo tanto, no hay razón real para rechazar este elemento tardío, que no aporta nada a la gloria de San Arnulfo ni a los carolingios.
Durante los siglos XIX y XX, la crítica histórica moderna cuestionó la Commemoratio. Un estudio crítico ha demostrado que Arnolfo probablemente era yerno y no hijo, de Arnoaldo. Doda habría sido, en cambio, hija de Arnoaldo, quien habría tomado su apellido de su tía abuela Doda y luego se lo habría transmitido a su sobrina Doda, esposa del rey Teodorico III.